# Désordre civil
 (juillet 2023).
Le désordre civil, également appelé trouble civil, agitation civile ou agitation sociale, est une situation résultant d'un acte massif de désobéissance civile (tel qu'une manifestation, une émeute, une grève ou un rassemblement illégal) dans laquelle les forces de l'ordre ont des difficultés à maintenir leur autorité,.

## Causes
Les troubles civils peuvent être causés par un grand nombre de facteurs, qu'il s'agisse d'une cause unique ou d'une combinaison de causes ; cependant, la plupart d'entre eux sont le résultat de griefs politiques, de disparités économiques, de discordes sociales, mais aussi, historiquement, d'une oppression de longue date d'un groupe de personnes à l'égard d'un autre groupe.
Les troubles civils résultant de griefs politiques peuvent inclure toute une série d'événements, allant d'une simple protestation à une désobéissance civile de masse. Ces événements peuvent être spontanés, mais aussi planifiés. Ils peuvent devenir violents lorsque les agitateurs et les forces de l'ordre réagissent de manière excessive.
Au cours de l'histoire, le désordre civil est né de conflits économiques, de raisons politiques (telles que l'opposition à des forces gouvernementales oppressives ou tyranniques), de l'opposition religieuse, de l'oppression raciale et de la discorde sociale, entre autres cas de figure.

## La foule

### Formation

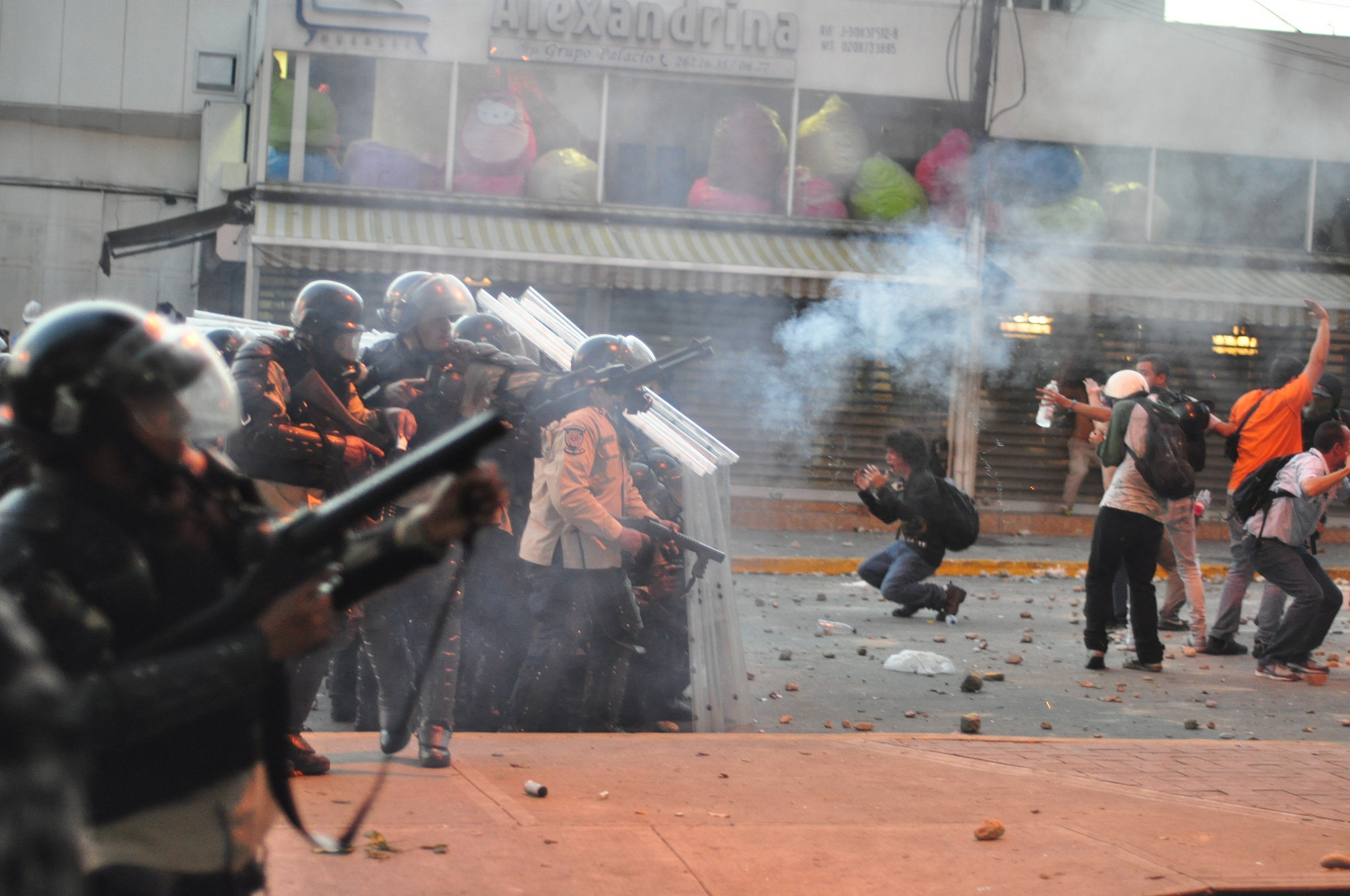
Des gaz lacrymogènes sont utilisés contre des étudiants à Altamira, Caracas, en 2014

En exploitant l'humeur d'une foule, les radicaux peuvent la manipuler et l'armer, en utilisant une agitation habile pour stimuler la capacité de violence de la foule et la transformer en une foule vengeresse, en dirigeant l'agression et le ressentiment de la foule vers la cible choisie par l'agitateur.
Les agitateurs tactiques peuvent utiliser les médias et les médias sociaux pour entrer en contact avec des membres potentiels de la foule et les inciter à enfreindre la loi ou à tenter de provoquer d'autres personnes à le faire, sans avoir de contact personnel direct. À l'inverse, un leader compétent peut également calmer ou détourner une foule en utilisant des suggestions ou des ordres stratégiques, ou en faisant appel à la raison pour désamorcer une situation.
La contagion émotionnelle influence grandement le comportement de la foule en lui donnant un sentiment psychologique d'"unité". Ce sentiment peut donner à la foule l'élan nécessaire pour absorber une mentalité de foule et adopter un comportement de foule. Les membres de la foule se nourrissent de l'excitation des uns et des autres, ce qui produit un état élevé d'émotion collective. Les idées des meneurs de la foule sont rapidement transmises à l'ensemble du groupe, ainsi qu'aux passants, aux spectateurs et aux médias de masse.
Lorsque la contagion émotionnelle prévaut, l'émotion brute est forte tandis que l'autodiscipline est faible. Les préjugés personnels et les désirs insatisfaits - habituellement retenus - sont libérés sans retenue. Cela incite à adhérer à la foule, qui permet aux individus de faire ce qu'ils veulent faire, mais qu'ils n'oseraient pas essayer de faire seuls. Cette motivation peut devenir plus importante pour la foule que sa préoccupation pour la loi et l'autorité, ce qui conduit à des actes illégaux et perturbateurs. Une fois que la foule se livre à de tels actes, elle devient effectivement une foule - une foule hautement émotionnelle, déraisonnable et potentiellement violente.

### Comportement

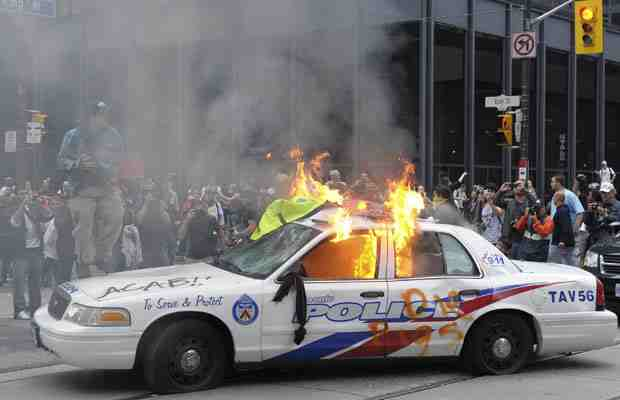
Émeute lors du G-20 de Toronto, juin 2010

Le comportement de la foule correspond aux besoins émotionnels, aux peurs et aux préjugés de ses membres. Il est déterminé par des facteurs sociaux tels que la force ou la faiblesse du leadership, la perspective morale ou l'uniformité de la communauté, ainsi que par des facteurs psychologiques de suggestion, tels que l'imitation, l'anonymat, l'impersonnalité, la libération émotionnelle, la contagion émotionnelle, la panique, etc.
En cas de troubles civils, toute foule peut constituer une menace pour les forces de l'ordre, car elle est susceptible d'être manipulée. En effet, le comportement d'une foule est dirigé par la majorité de ses membres. Bien que ses membres soient généralement enclins à respecter la loi, les stimuli émotionnels et le sentiment d'absence de peur qui découle du fait d'être dans une foule peuvent amener les membres de la foule à se laisser aller à des impulsions, à agir avec agressivité et à se déchaîner. Lorsque les forces de l'ordre limitent la pleine réalisation de ces actions, la foule canalisera cette hostilité ailleurs, devenant ainsi une menace hostile et imprévisible pour les forces de l'ordre.
Les foules veulent être dirigées et peuvent être frustrées par la confusion et l'incertitude ; par conséquent, le leadership peut avoir une influence profonde sur l'intensité et la conduite du comportement d'une foule. La première personne qui dirige une foule de manière autoritaire sera probablement suivie. La possibilité pour les radicaux de prendre en charge un groupe apparaît lorsqu'aucune voix autoritaire ne se fait entendre et que la foule devient frustrée en l'absence de direction.
La panique, qui est extrêmement et rapidement contagieuse, affecte également le comportement des foules en influençant leur capacité à raisonner, ce qui conduit à des comportements frénétiques et irrationnels qui ne mettent pas seulement la foule en danger, mais aussi les autres. Lors d'un désordre civil, la panique peut s'installer lorsqu'un membre de la foule réalise -
- Elles sont en danger et la fuite est nécessaire pour échapper à l'arrestation ou à un danger.
- Il existe peu de voies d'évacuation
- Les quelques voies d'évacuation sont encombrées par la circulation
- Leurs actions ont causé du tort à d'autres personnes
- Lorsqu'ils n'ont pas dispersé la scène assez rapidement, que leur vie ou leur liberté est menacée par des agents des forces de l'ordre qui s'approchent[1].

### Tactiques

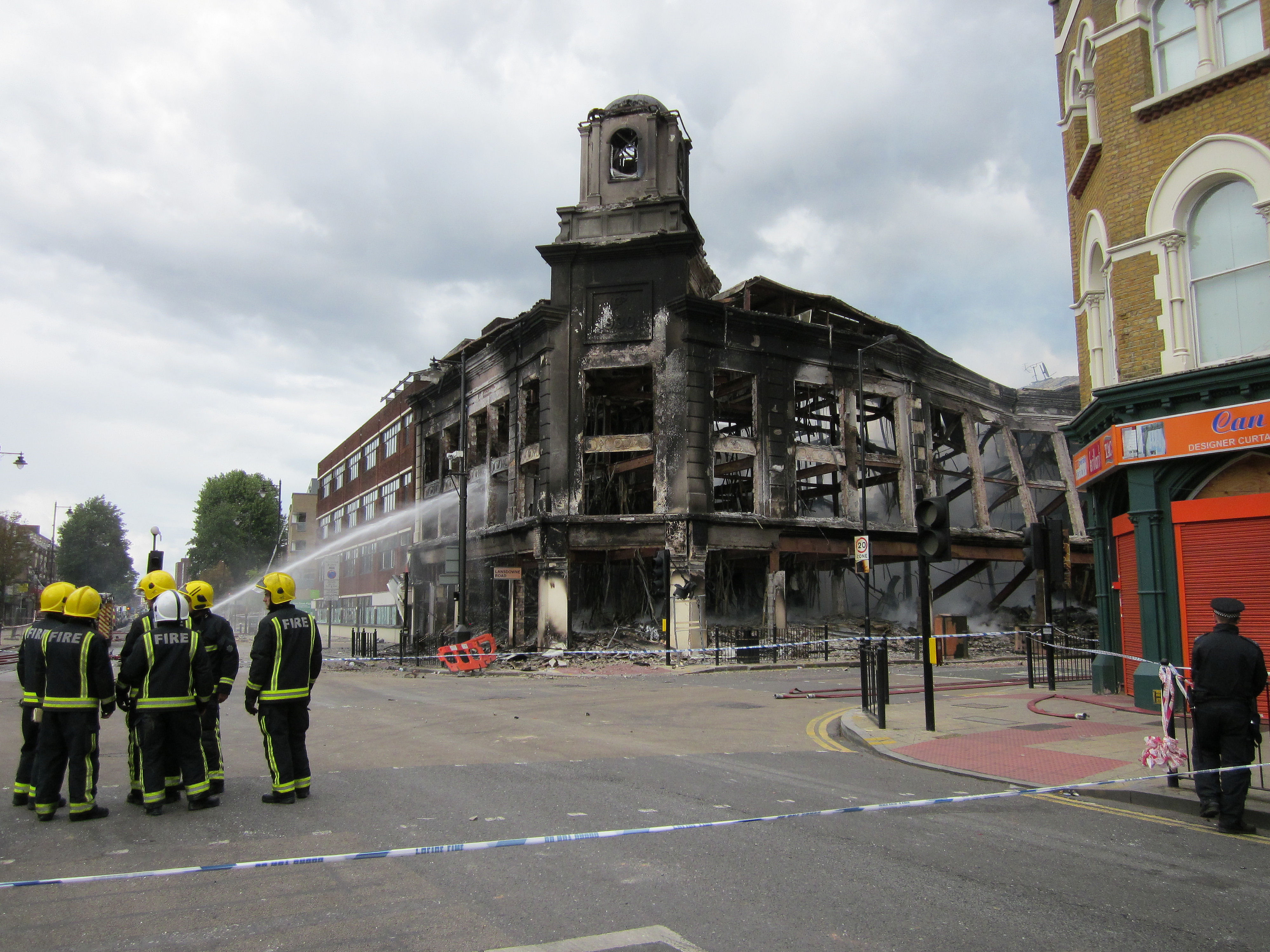
Des pompiers arrosent un bâtiment incendié par des émeutiers lors des émeutes de 2011 en Angleterre.

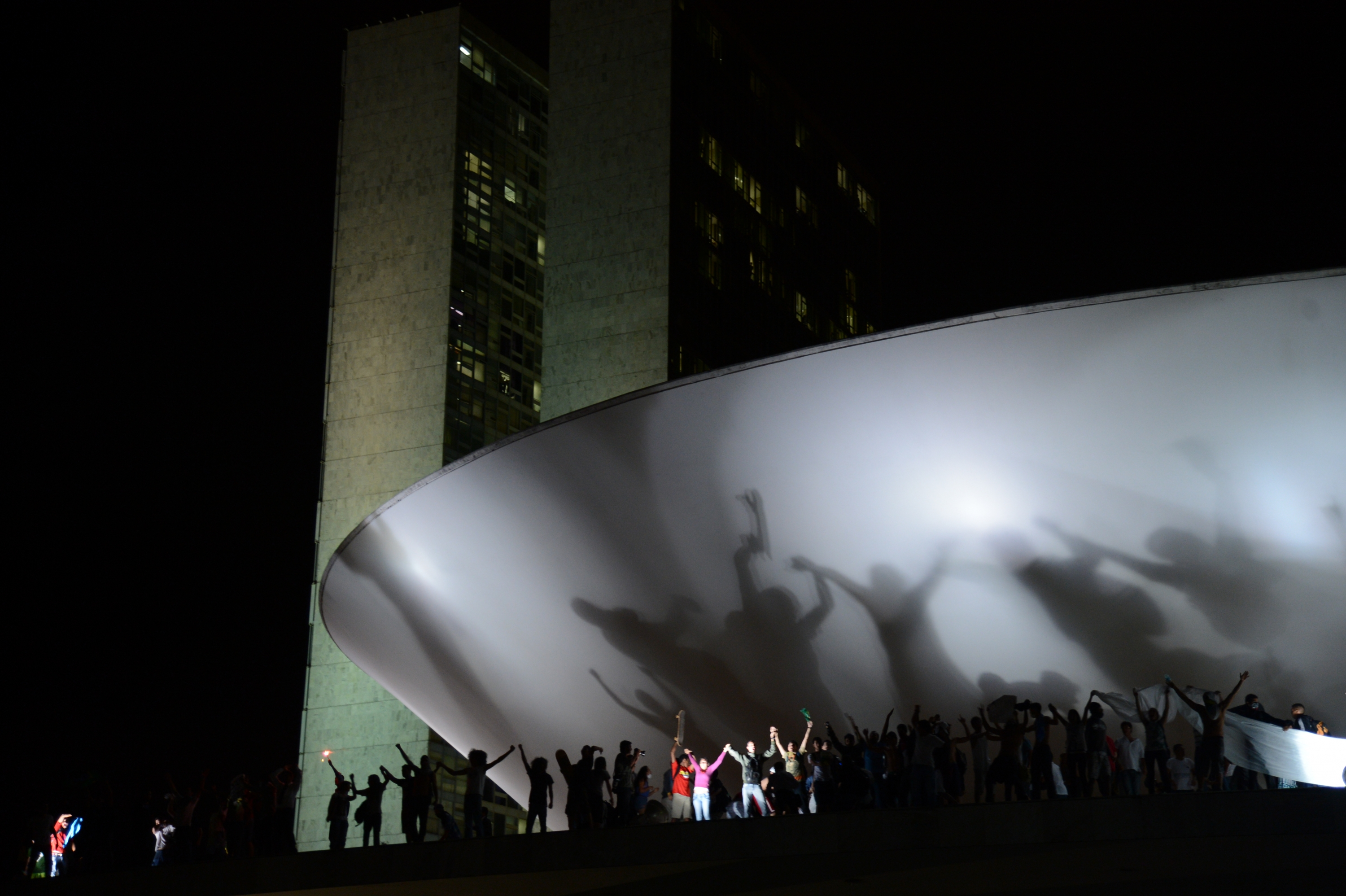
Des manifestants occupent le toit du Congrès national du Brésil

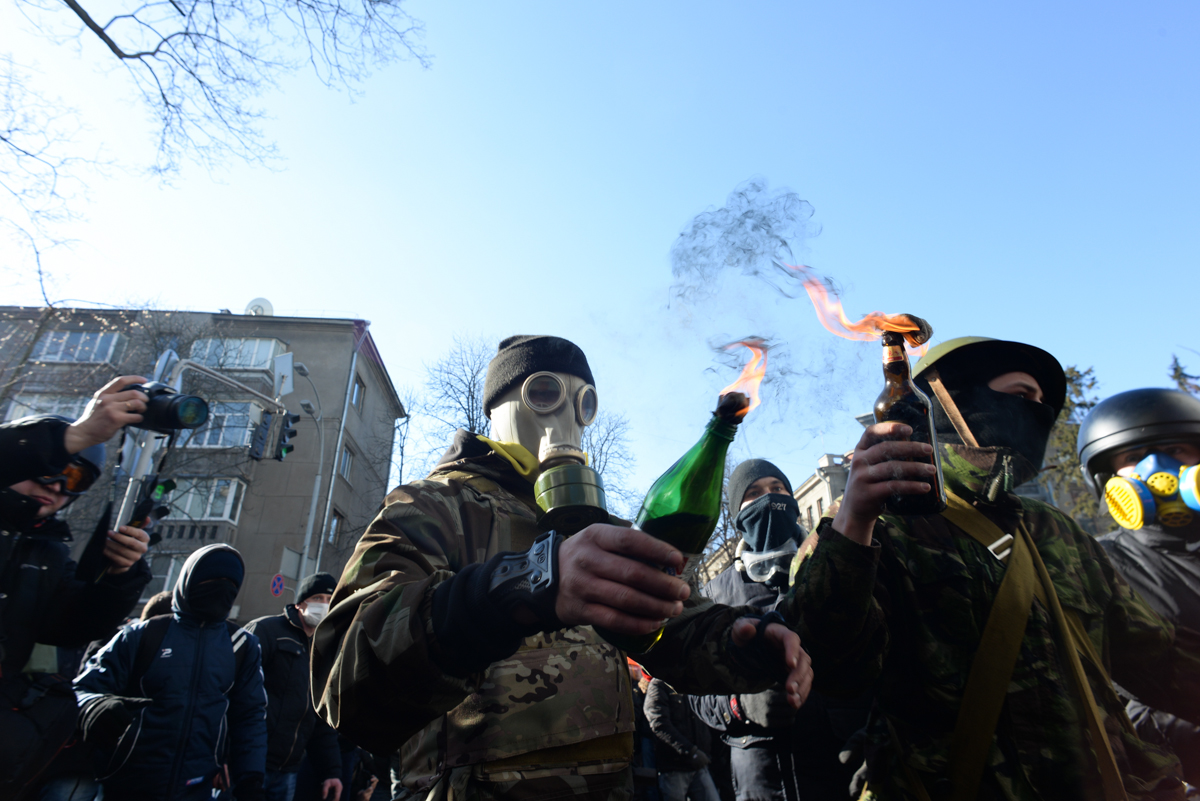
Protesters with Molotov Cocktails. Kyiv, Ukraine. 2014

L'un des objectifs des manifestants violents est d'inciter les forces de l'ordre à prendre des mesures qui peuvent être exploitées comme des actes de brutalité afin de susciter de la sympathie pour leur cause et/ou de mettre en colère et de démoraliser l'opposition. Les foules peuvent utiliser toute une série de tactiques pour échapper aux forces de l'ordre ou pour semer le désordre, de l'agression verbale à la distraction des forces de l'ordre, en passant par la construction de barricades. Plus les tactiques sont bien planifiées, plus le désordre est intentionnel. Par exemple, les foules peuvent former des barrages humains pour fermer des routes, pénétrer sur des propriétés publiques, tenter de procéder à des arrestations massives, se menotter à des objets ou les uns aux autres, se bloquer les bras pour qu'il soit plus difficile de les séparer, ou encore créer de la confusion ou des diversions en lançant des pierres, en allumant des incendies criminels ou en commettant des actes terroristes, ce qui permet aux forces de l'ordre de faire preuve de force ou d'excès lorsqu'elles tentent de les déloger. Parfois aussi, des éléments terroristes.
La plupart des participants aux troubles civils se déplacent à pied. Cependant, les efforts organisés impliquent souvent l'utilisation de véhicules et de moyens de communication sans fil.
Les participants sont connus pour utiliser des scanners pour surveiller les fréquences de la police, ou des émetteurs pour saboter les communications des forces de l'ordre.
Si une foule devient violente et se transforme en "émeute", elle peut s'en prendre physiquement aux personnes et aux biens, par exemple en lançant des armes artisanales telles que des cocktails molotov, en tirant avec des armes légères ou en posant des engins explosifs improvisés. Si la violence n'est pas organisée à l'avance, la foule peut lancer des pierres, des briques, des bouteilles, etc. Si la violence est organisée à l'avance, la foule peut cacher ses armes ou ses outils de vandalisme bien avant la formation de la foule, prenant ainsi les forces de l'ordre par surprise.
Les foules peuvent s'armer de :
- Masques à gaz
- Roches
- Casques
- Boucliers artisanaux
- Panneaux de piquetage improvisés
- Cocktails Molotov
- Bombes de peinture
- Tuyaux
- Lunettes de sécurité
- Pince coupante

Une foule peut ériger des barricades pour entraver ou empêcher l'efficacité des forces de l'ordre. Par exemple, ils peuvent utiliser des grappins, des chaînes, des cordes ou des véhicules pour franchir des portes ou des clôtures. Ils peuvent utiliser des bâtons ou des perches pour limiter l'utilisation par les forces de l'ordre de gourdins et de baïonnettes. Ils peuvent renverser des véhicules civils pour empêcher les troupes d'avancer pour les attaquer, ou vandaliser des véhicules des forces de l'ordre pour tenter de susciter une réaction excessive de la part de ces dernières, ou pour inciter la foule à commettre d'autres actes d'anarchie.
Les émeutiers préconisent souvent l'utilisation d'engins explosifs cachés ou à feu, par exemple attachés à des animaux, dissimulés dans des briquets ou des jouets, montés sur des véhicules orientés, etc. Ces engins peuvent être utilisés non seulement pour semer la confusion ou faire diversion, mais aussi pour détruire des biens et masquer le pillage des participants à la foule, ou encore pour servir de couverture aux participants à la foule qui tirent des armes sur les forces de l'ordre. Si les forces de l'ordre s'engagent avec la foule en ripostant, les victimes innocentes résultant du chaos donnent généralement l'impression que les forces de l'ordre sont indisciplinées et oppressives.

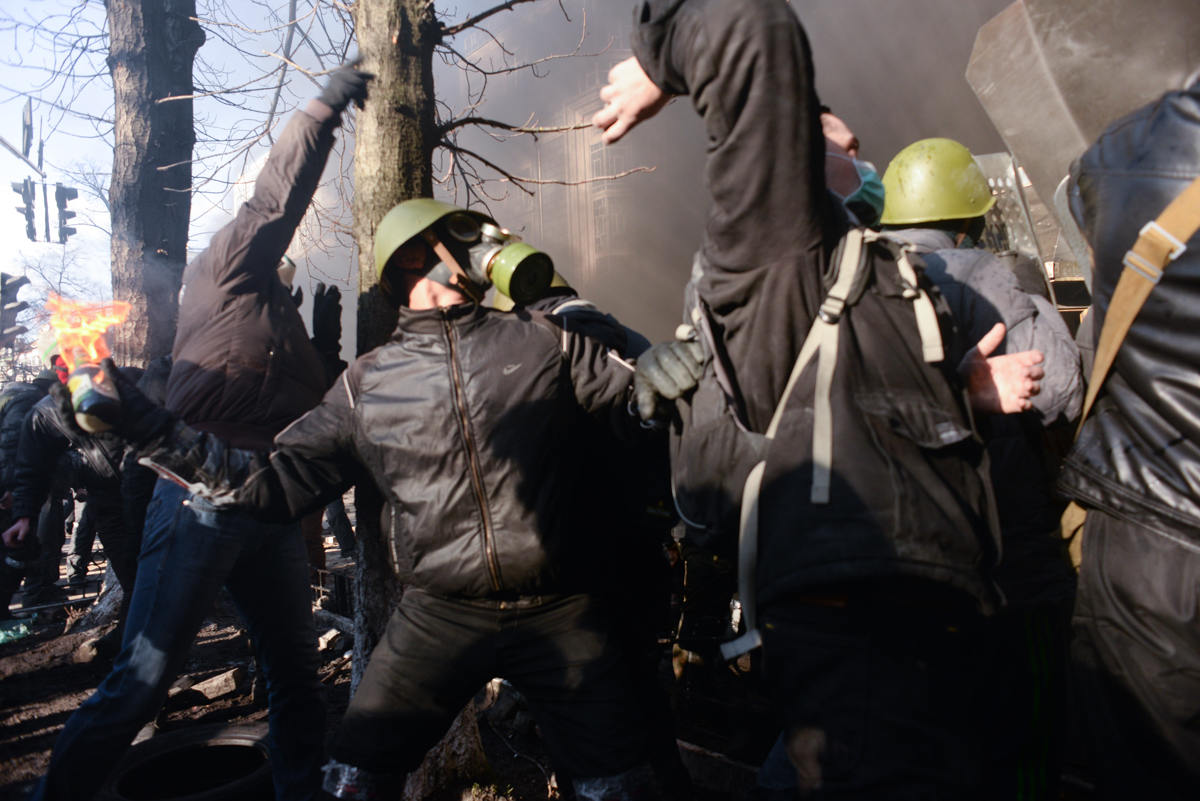
Un manifestant avec un cocktail Molotov à Kiev, Ukraine, le 18 février 2014

## Aux États-Unis

### Définition légale
Selon le Code des États-Unis, une personne est impliquée dans un désordre civil si elle -

« (1)"...enseigne ou démontre à toute autre personne l'utilisation, l'application ou la fabrication d'une arme à feu, d'un explosif ou d'une bombe incendiaire, ou d'une technique capable de causer des blessures ou la mort de personnes, sachant ou ayant des raisons de savoir ou ayant l'intention que cela sera utilisé illégalement pour un désordre civil qui peut, de quelque manière que ce soit, entraver, retarder ou affecter négativement le commerce ou le mouvement de tout article ou marchandise dans le commerce ou la conduite ou l'exécution de toute fonction protégée par le gouvernement fédéral ; ou .....
(2)...transporte ou fabrique pour le transport dans le commerce une arme à feu ou un engin explosif ou incendiaire, en sachant ou en ayant des raisons de savoir ou en ayant l'intention qu'il sera utilisé illégalement pour favoriser un désordre civil ; ou...
(3)...commet ou tente de commettre tout acte visant à entraver, gêner ou interférer avec un pompier ou un agent de la force publique légalement engagé dans l'exercice légal de ses fonctions officielles dans le cadre et au cours d'un désordre civil qui, de quelque manière que ce soit, entrave, retarde ou affecte négativement le commerce ou le mouvement de tout article ou marchandise dans le commerce ou la conduite ou l'exercice de toute fonction protégée par le gouvernement fédéral." »

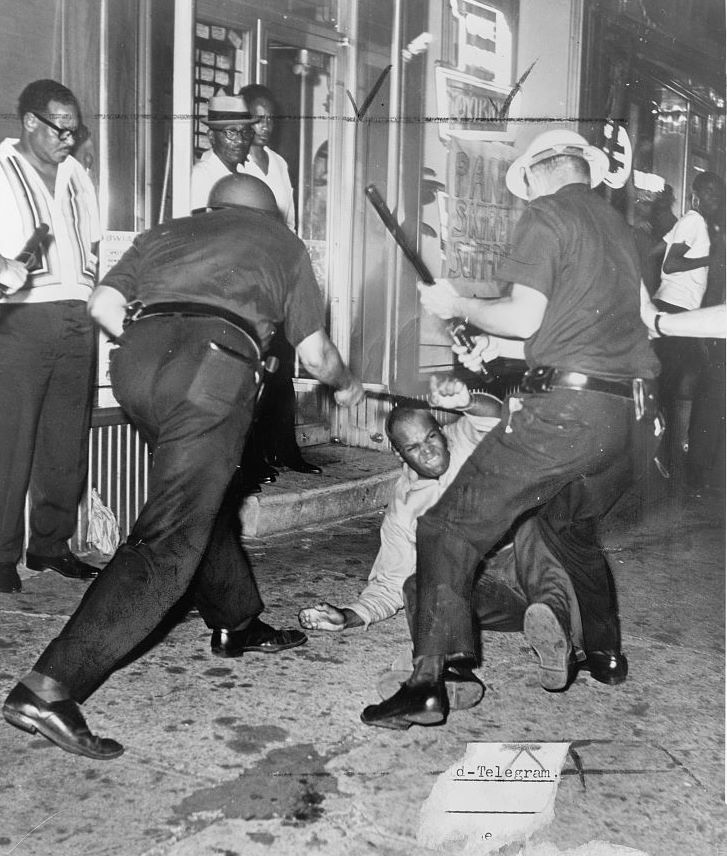
Émeutes de Harlem - 1964

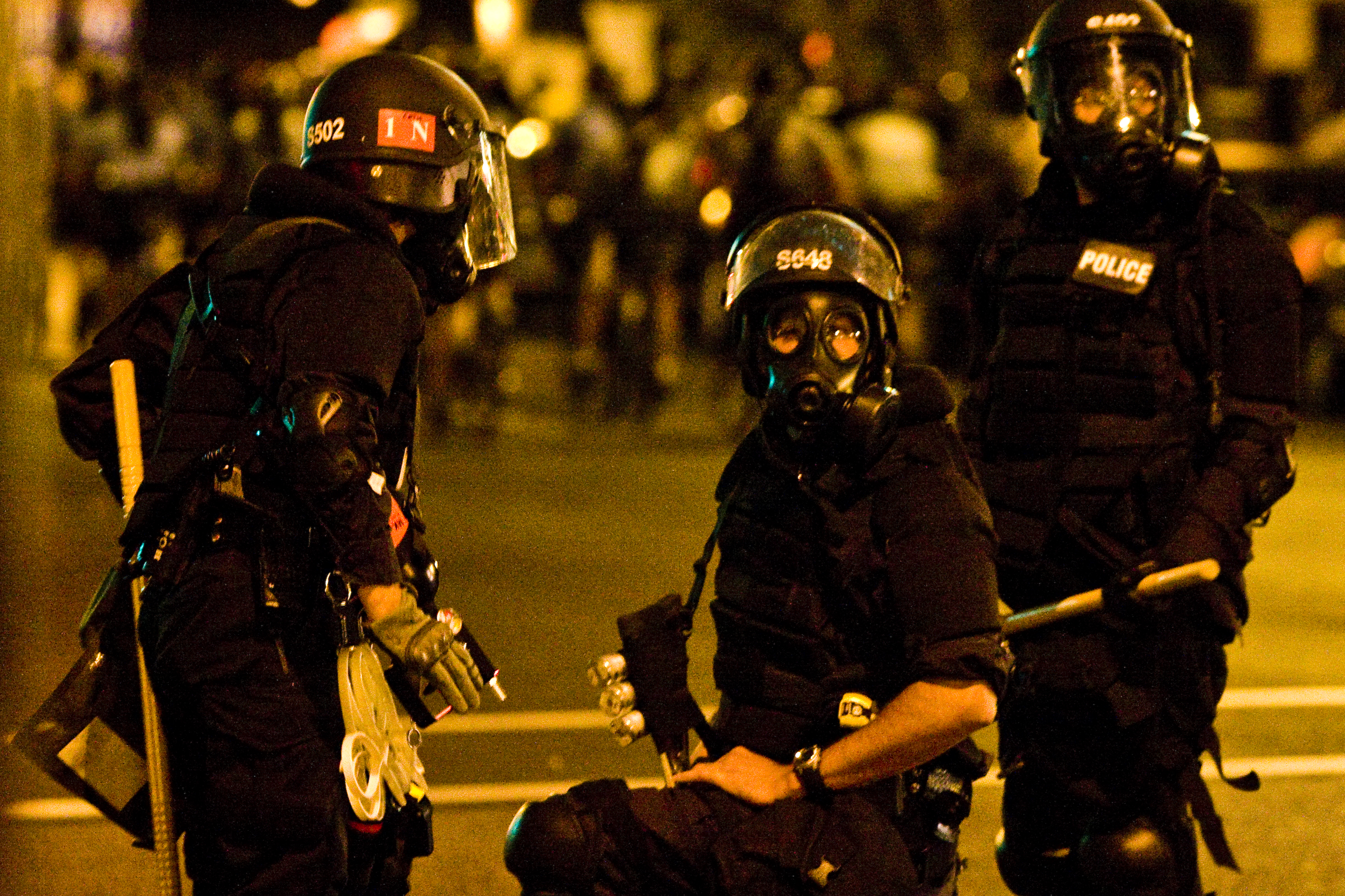
Police anti-émeute ; Portland, Oregon

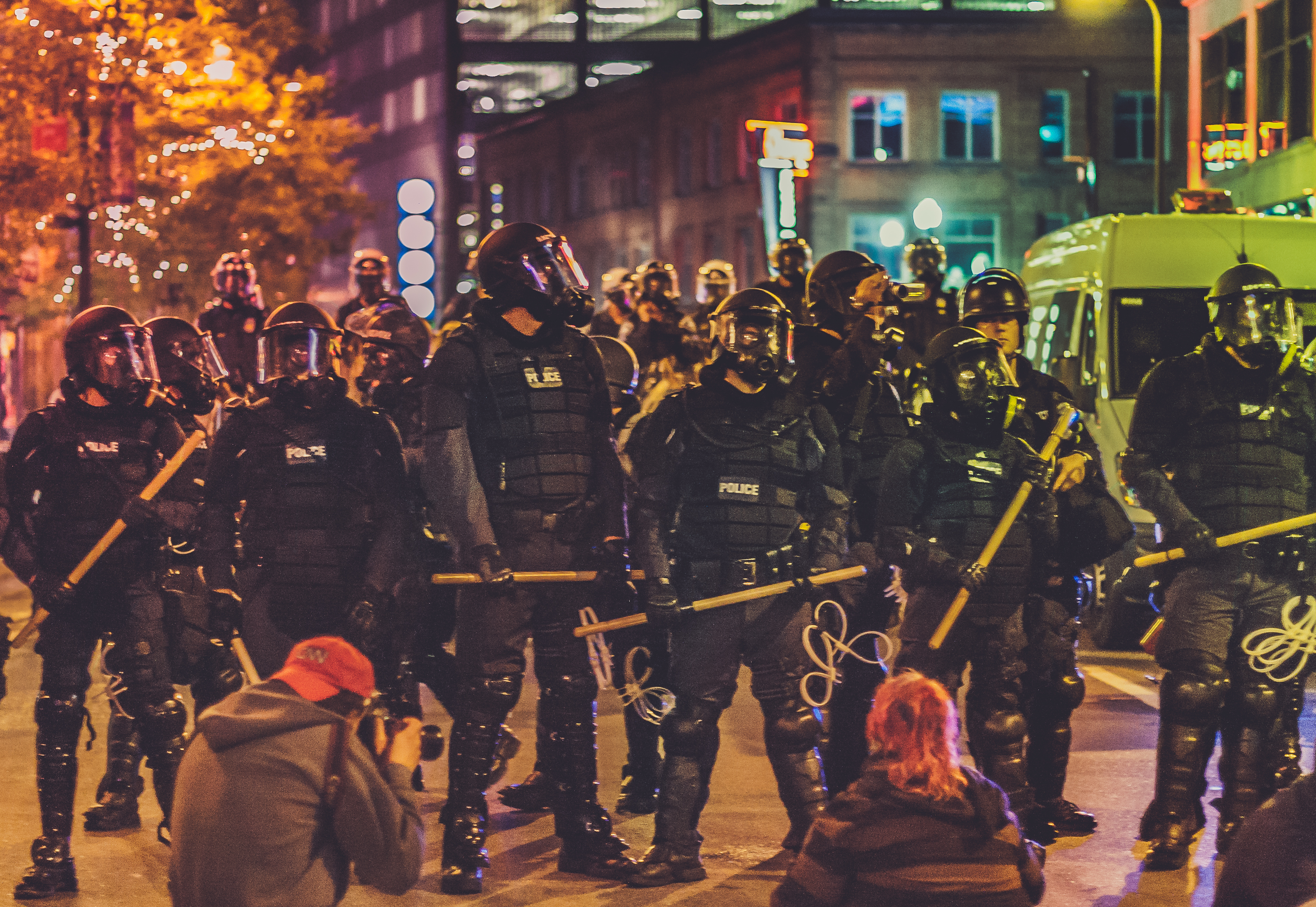
Manifestations lors de la Convention nationale républicaine de 2008

Tout comme les participants à la foule, les forces de l'ordre sont également sensibles au comportement de la foule. Une telle confrontation tendue peut les stimuler émotionnellement, créant une atmosphère hautement émotionnelle autour d'eux. Cette stimulation émotionnelle peut devenir contagieuse chez les agents des forces de l'ordre, ce qui va à l'encontre de leur formation disciplinée.
Lorsque la tension émotionnelle est forte parmi les agents des forces de l'ordre, ceux-ci peuvent rompre leur sentiment de retenue et commettre, à l'encontre des membres de la foule, des actes qu'ils auraient normalement réprimés. L'atmosphère émotionnelle peut également les rendre très sensibles aux rumeurs et à la peur.
Comme les membres de la mafia, les agents des services répressifs, agissant en tant que groupe, peuvent également perdre leur sens de l'individualité et développer un sentiment d'anonymat. En cas d'instabilité émotionnelle, les préjugés individuels que tout agent des services répressifs peut nourrir à l'égard de la mafia ou de certains de ses membres peuvent influencer le comportement de l'agent des services répressifs. À l'instar de la mafia, ces conditions rendent les acteurs de l'application de la loi plus susceptibles d'imiter le comportement des autres, ce qui peut entraîner une chaîne de comportements biaisés, excessifs ou autrement dangereux, dans lesquels les agents de l'application de la loi agissent sur les agents de la mafia comme des menaces impersonnelles et non comme des êtres humains. Ce type d'action est renforcé lorsque les agents des forces de l'ordre sont monolithiques, sans distinction de race ou d'appartenance ethnique, car les forces de l'ordre seront plus enclines à présenter le trouble comme une confrontation entre "eux" et "nous".
Les actions des forces de l'ordre, motivées par l'émotion et les préjugés, sont souvent utilisées comme preuve de leur mauvaise volonté à l'égard d'une foule ou d'un attroupement, leur comportement ne faisant qu'attiser la confrontation au lieu de la réduire.
Dans de telles situations, les agents des forces de l'ordre sont rarement tenus responsables de toutes les actions qu'ils ont menées contre une foule,.